# Annathal
Das Dorf Annathal (im lokalen Sprachgebrauch Howareit „Howareid“ oder auch Haberreit) ist ein Gemeindeteil der Gemeinde Mauth im niederbayerischen Landkreis Freyung-Grafenau. Bis zum 31. Dezember 1945 bildete es eine selbstständige Gemeinde.

## Lage
Der Ort liegt im Bayerischen Wald auf fast 800 m Höhe und ist von Wäldern umgeben.

## Geschichte
Die Geschichte des Dorfes geht auf ein bis ins Jahr 1724 nachgewiesenes Jägerhaus zurück. Der darin wohnende Mann soll es verstanden haben, guten Hafer („Howa“) zu züchten, so dass alle Bauern aus der Umgebung kamen, um sich von ihm Samen zu holen. Der sprachgebrauchliche Ortsname Howareit leitet sich ab von „reuten“ für roden. Die umliegenden Bäume wurden dabei gerodet und verbrannt. Auf den daraus entstehenden Flächen wurde „Howa“ (Hafer) angebaut. Die aus der Brandrodung gewonnene Asche fand bei der Herstellung von Glas in einer nahen Glashütte Verwendung.
Die Gemeinde Annathal wurde im Jahr 1945 oder 1946 aufgelöst. Ihr Gebiet wurde auf die Gemeinden Mauth und Philippsreut aufgeteilt. Während Annathal nach Mauth eingemeindet wurde, gelangten die ebenfalls zur Gemeinde Annathal gehörenden Orte Mitterfirmiansreut und Hinterfirmiansreut zu Philippsreut.

## Struktur
Während früher viele Einwohner in der Land- und Forstwirtschaft tätig waren, sind sie heute vielfach auch als Pendler in anderen Gewerbezweigen tätig. Im Dorf gibt es einen Laden und zwei Gasthäuser. Bis im Jahr 1966 gingen die Kinder in die örtliche einklassige Schule. Nach deren Auflösung besuchen sie die Volksschule am Nationalpark in Mauth. Busverbindungen bestehen zur 3 km entfernten Bundesstraße 12 und damit zur deutsch-tschechischen Grenze in Philippsreut und zur Kreisstadt Freyung. Der Ort zählt 400 Einwohner.

## Kapelle
In der Kapelle Heiligen Anna wird einmal in der Woche – jeden Donnerstag – ein Gottesdienst gefeiert.